# Songea
Songea je grad na jugu Tanzanije, sjedište regije Ruvuma. Nalazi se 120 km sjeveroistočno od tromeđe Tanzanija-Mozambik-Malavi.
Godine 2002. Songea je imala 98.683 stanovnika.
Grad je ime dobio prema glasovitom poglavici Ngoni plemena Songei Mbanu, jednom od predvodnika Maji Maji ustanka usmjerenog protiv njemačke kolonijalne vlasti između 1905. i 1907. godine.

## Vanjske poveznice

### Ostali projekti
|  | Zajednički poslužitelj ima još gradiva o temi Songea |